# Raúl Gorriti
Raúl Enrique Gorriti Drago (Camaná, 10 ottobre 1956 – Camaná, 3 aprile 2015) è stato un calciatore peruviano, di ruolo centrocampista.

## Carriera
Con la Nazionale peruviana ha preso parte ai Mondiali 1978.